# Kazimierz Smoleń

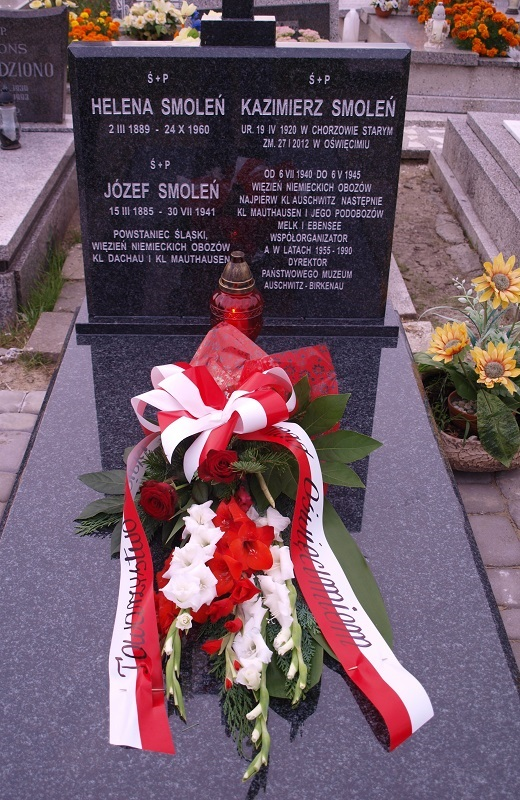
Grób Kazimierza Smolenia na cmentarzu w Chorzowie Starym

Kazimierz Smoleń (ur. 19 kwietnia 1920 w Chorzowie Starym, zm. 27 stycznia 2012 w Oświęcimiu) – polski prawnik, więzień obozu koncentracyjnego Auschwitz, główny twórca i dyrektor Państwowego Muzeum Auschwitz-Birkenau w Oświęcimiu w latach 1955–1990, znawca problematyki obozowej.

## Życiorys
Był synem uczestnika powstań śląskich.
Należał do konspiracji. Został aresztowany w kwietniu 1940 i osadzony w więzieniu w Sosnowcu. Deportowany do obozu Auschwitz w lipcu 1940 roku jako więzień polityczny; od maja 1941 pracował w obozie jako pisarz w wydziale politycznym (oddział przyjęć). Po prawie pięciu latach uwięzienia w obozie, 18 stycznia 1945 roku podczas ewakuacji więźniów przeszedł w marszu śmierci do Wodzisławia Śląskiego, skąd został przewieziony do obozu Mauthausen. Ostatecznie został wyzwolony 6 maja 1945 roku w Ebensee, będącym podobozem Mauthausen.
Po zakończeniu wojny studiował prawo na Katolickim Uniwersytecie Lubelskim. Pracował w Komisji Badania Zbrodni Hitlerowskich w Krakowie. Następnie w 1955 został dyrektorem Państwowego Muzeum Auschwitz-Birkenau. W latach 1988–1990 był członkiem Rady Ochrony Pamięci Walk i Męczeństwa. Sprawował też funkcję zastępcy przewodniczącego Międzynarodowego Komitetu Oświęcimskiego.
Zmarł 27 stycznia 2012. Został pochowany na cmentarzu w Chorzowie Starym 4 lutego 2012.

## Odznaczenia
- Krzyż Komandorski z Gwiazdą (2004), a wcześniej Krzyż Komandorski (1972), Krzyż Oficerski (1959) Orderu Odrodzenia Polski
- Srebrny Krzyż Zasługi (1957)
- Medal 10-lecia PRL (1955)
- Medal 30-lecia PRL (1974)
- Medal 40-lecia Polski Ludowej[8]
- Krzyż Oświęcimski (1985)[9]
- Medal Komisji Edukacji Narodowej (1975)
- Brązowy (1967) i srebrny (1972) Medal „Za zasługi dla obronności kraju”
- Srebrny (1976) i złoty (1979) Medal „Opiekun Miejsc Pamięci Narodowej”
- Medal Pamiątkowy Ministra Sprawiedliwości (1980)
- Nagroda Ministra Kultury i Sztuki za wybitne osiągnięcia w dziedzinie muzealnictwa martyrologicznego, a szczególnie dla Państwowego Muzeum Oświęcim–Brzezinka[10] (1985)
- Nagroda „Trybuny Ludu” (1983)[11]
- Złoty Medal „Zasłużony Kulturze Gloria Artis” (pośmiertnie)[12]
- Złoty Medal Honoru za Zasługi dla Republiki Austriackiej (1976)